# Andy McEvoy
Andy McEvoy (15. července 1938, Dublin - 7. května 1994, Bray) byl irský fotbalista, útočník. V sezóně 1964/1965 byl nejlepším střelcem anglické Football League First Division.

## Fotbalová kariéra
Začínal v týmu Bray Wanderers AFC. V letech 1956-1967 hrál v Anglii za Blackburn Rovers FC, v anglické nejvyšší soutěži nastoupil ve 169 utkáních a dal 82 gólů. V letech 1967-1972 hrál v Irsku za Limerick FC. V Poháru vítězů pohárů nastoupil ve 2 utkáních. Za reprezentaci Irska nastoupil v letech 1961–1967 v 17 utkáních a dal 6 gólů. 

## Ligová bilance
| Ročník                                    | Zápasy | Góly | Klub                |
| ----------------------------------------- | ------ | ---- | ------------------- |
| Football League Second Division 1956/1957 | -      | -    | Blackburn Rovers FC |
| Football League Second Division 1957/1958 | -      | -    | Blackburn Rovers FC |
| Football League First Division 1958/1959  | 2      | 2    | Blackburn Rovers FC |
| Football League First Division 1959/1960  | 6      | 1    | Blackburn Rovers FC |
| Football League First Division 1960/1961  | 28     | 2    | Blackburn Rovers FC |
| Football League First Division 1961/1962  | 12     | 2    | Blackburn Rovers FC |
| Football League First Division 1962/1963  | 13     | 4    | Blackburn Rovers FC |
| Football League First Division 1963/1964  | 37     | 32   | Blackburn Rovers FC |
| Football League First Division 1964/1965  | 40     | 29   | Blackburn Rovers FC |
| Football League First Division 1965/1966  | 31     | 10   | Blackburn Rovers FC |
| Football League Second Division 1966/1967 | 14     | 7    | Blackburn Rovers FC |
| 1. irská liga 1967/1968                   | -      | 13   | Limerick FC         |
| 1. irská liga 1968/1969                   | -      | -    | Limerick FC         |
| 1. irská liga 1969/1970                   | -      | -    | Limerick FC         |
| 1. irská liga 1970/1971                   | 23     | 4    | Limerick FC         |
| 1. irská liga 1971/1972                   | -      | -    | Limerick FC         |
| CELKEM Football League First Division     | 169    | 82   |                     |

## Trenérská kariéra
Jako hrající trenér a trenér vedl irské kluby Waterford United FC, Cork Celtic FC, Cobh Ramblers FC a Kilkenny City AFC.